# Lulu Rouge
Lulu Rouge ist ein dänisches Duo, bestehend aus DJ T.O.M. (Thomas „T.O.M“ Bertelsen) und DJ Buda (Torsten „Buda“ Jacobsen), das elektronische Musik produziert.
Beide Duo-Mitglieder sind in der dänischen Club- und Electronica-Szene bekannt.
Die elektronische Musik von Lulu Rouge bezeichnet das Duo auf seiner Website selbst als „tief melancholischen Sound“.
Lulu Rouge hat mit verschiedenen Musikern zusammengearbeitet bzw. deren Werke geremixed, u. a. Asbjørn, Fagget Fairys, Camille Jones, Agnes Obel und Fanney Osk.

## Diskografie
Alben
- Bless You (2008)
- The Song Is In the Drum (2013)